# Jewgeni Serafimowitsch Pjatnizki
Jewgeni Serafimowitsch Pjatnizki (russisch Евгений Серафимович Пятницкий; * 22. Juli 1936 in Mzensk-Podbelewez; † 3. April 2003 in Moskau) war ein russischer Physiker, Kybernetiker und Hochschullehrer.

## Leben
Pjatnizki, Sohn einer Lehrerfamilie, schloss 1955 die Mittelschule in Mzensk ab und studierte dann
an dem Moskauer Institut für Physik und Technologie (MFTI) in Dolgoprudny. Nach dem Abschluss mit dem Schwerpunkt Aerodynamik wurde er 1960 dort Assistent am Lehrstuhl für Theoretische Mechanik. Wesentlich beeinflusst wurde er von seinem wissenschaftlichen Lehrer Felix Ruwimowitsch Gantmacher. 1963 verteidigte er erfolgreich seine Kandidat-Dissertation Strukturelle Stabilität von Kontrollsystemen im Institut für Automatik und Telemechanik (IAT) (dem späteren W. A. Trapesnikow-Institut für Probleme der Kontrolltheorie (IPU) der Akademie der Wissenschaften der UdSSR). 1964 begann er auf Einladung Mark Aronowitsch Aisermans seine Lehrtätigkeit am MFTI in Verbindung mit seiner wissenschaftlichen Arbeit im IAT. 1966 wurde er zum Dozenten ernannt, 1972 verteidigte er erfolgreich seine Doktor-Dissertation Absolute Stabilität von Kontrollsystemen, und 1974 wurde er Professor. Am MFTI hielt er Vorlesungen über Kontrolltheorie, Theoretische Mechanik, Stabilitätstheorie, Technische Kybernetik, Nichtlineare Schwingungen und Theorie Endlicher Automaten.
1978 wurde Pjatnizki Leiter einer Forschungsgruppe. 1982 wurde daraus das eigenständige Laboratorium für Dynamik nichtlinearer Kontrollsysteme im IPU, das er bis zu seinem Tode leitete. Zusammen mit Wadim Fjodorowitsch Krotow leitete er das für ganz Moskau offene wissenschaftliche Seminar Theorie der Kontrolle dynamischer Systeme im IPU, das die Spezialisten aus vielen Städten der Sowjetunion anzog. 1987 wurde er Leiter des regelmäßig durchgeführten internationalen Seminars Stabilität und Schwingungen nichtlinearer Kontrollsysteme. 1996 fand dieses Seminar im IPU statt. Seit 2004 wurde es Pjatnizki-Konferenz genannt.
Pjatnizki wurde 2000 Korrespondierendes Mitglied der Russischen Akademie der Wissenschaften (RAN). Er veröffentlichte mehr als 170 wissenschaftliche Arbeiten und darunter vier Monografien.